# Трипштадт
Трипштадт (нем. Trippstadt, пфальц. Tribbschdadt) — коммуна в Германии, в земле Рейнланд-Пфальц.
Входит в состав района Кайзерслаутерн. Подчиняется управлению Кайзерслаутерн-Зюд. Население составляет 3047 человек (на 31 декабря 2010 года). Занимает площадь 43,74 км².
Коммуна подразделяется на 20 сельских округов.

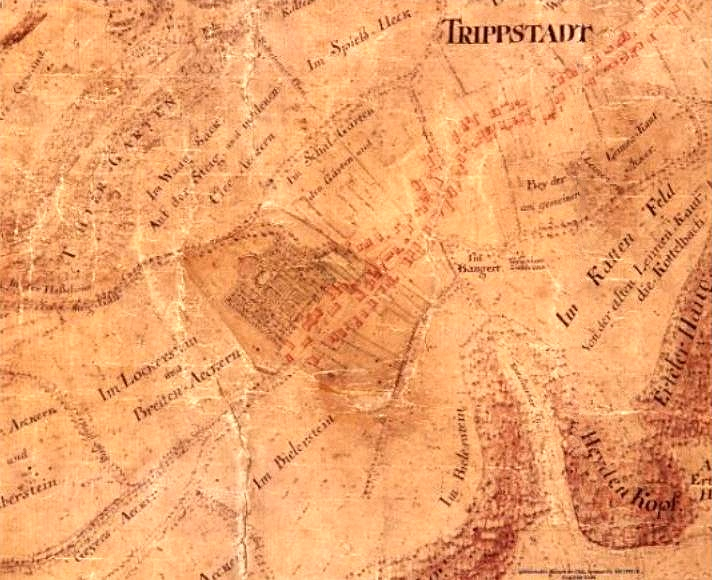
Трипштадт на старой карте
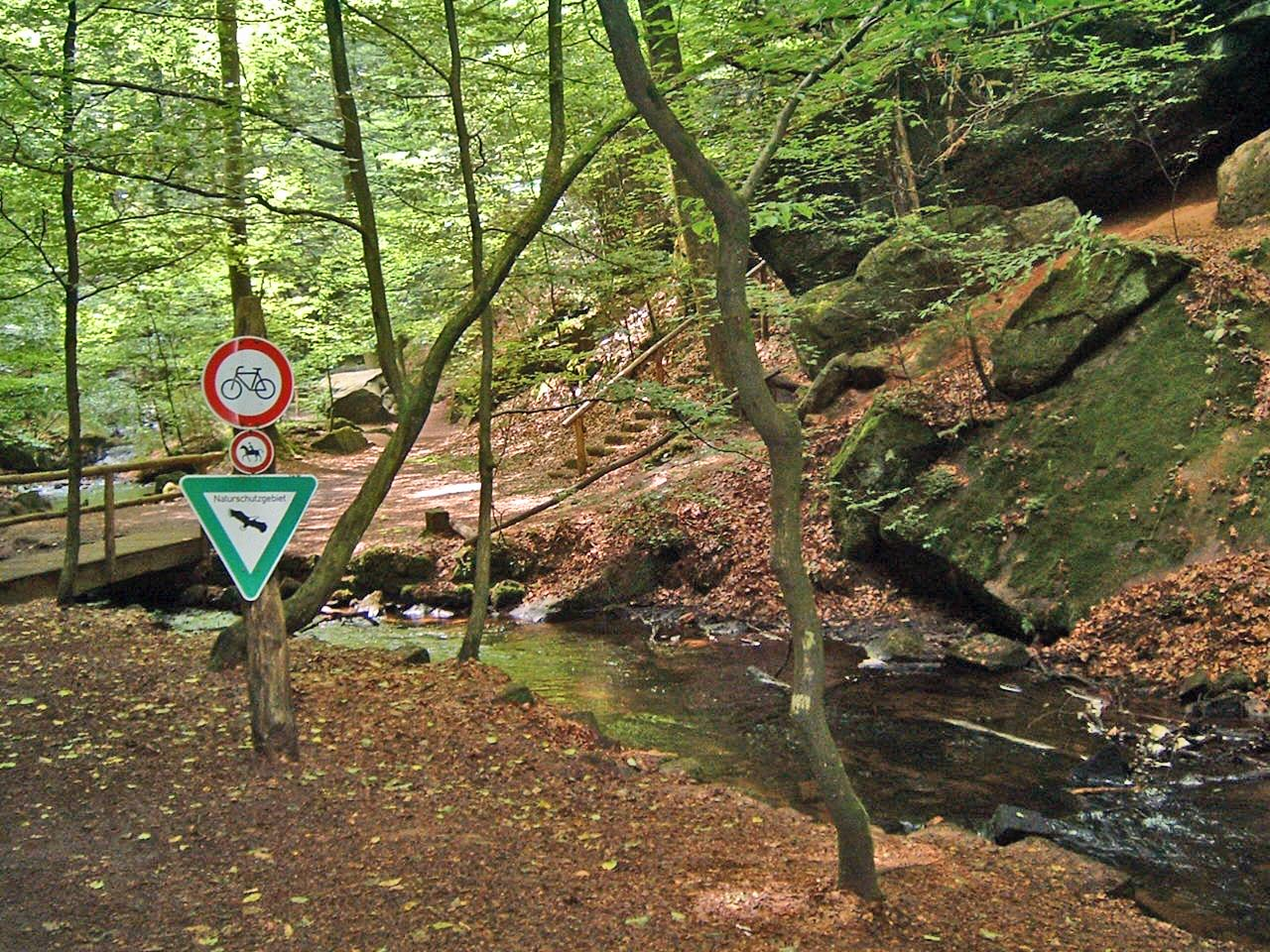
Трипштадт
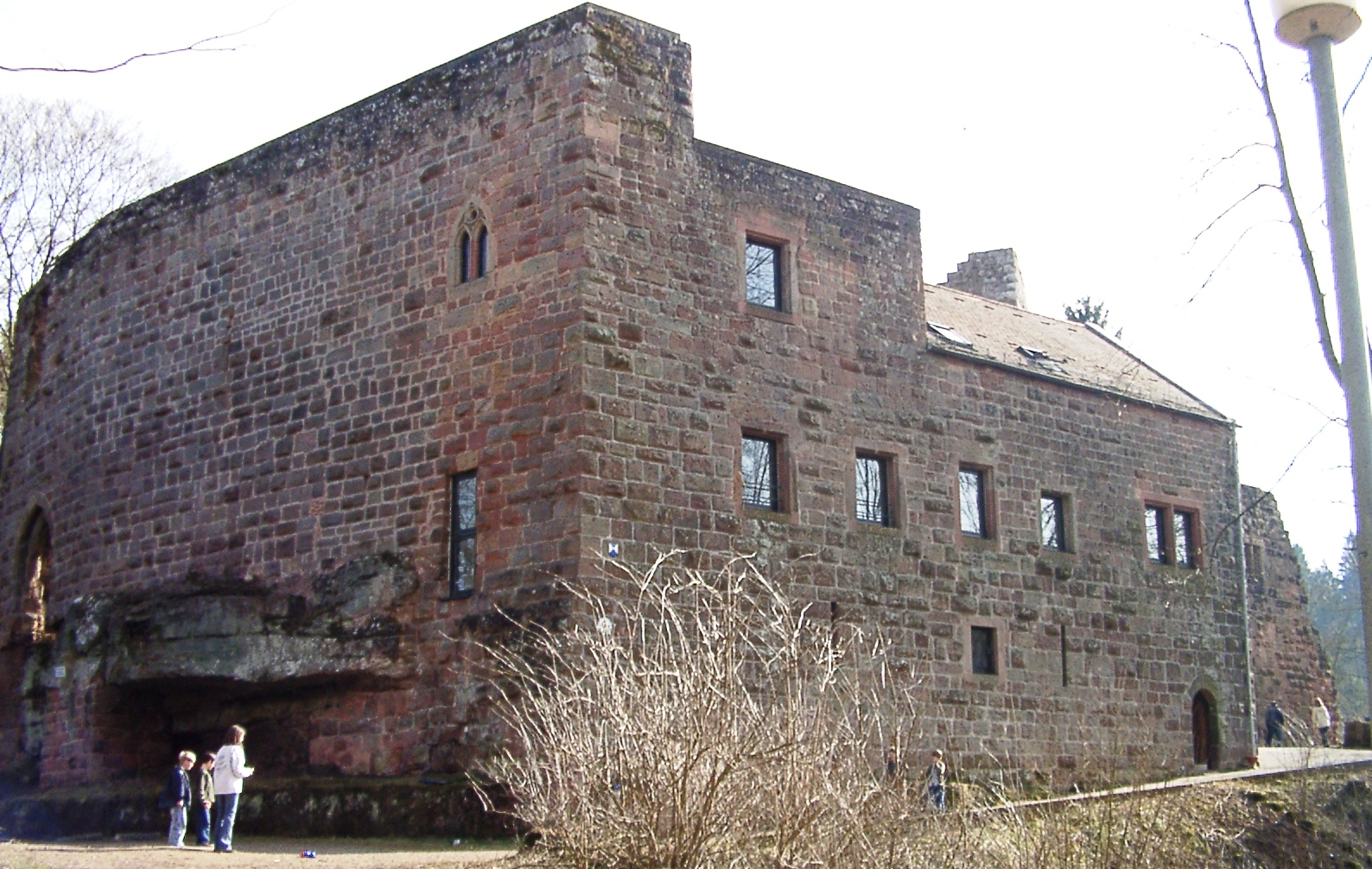
Burg Wilenstein